# Tajimi, Gifu
Tajimi (多治見市 Tajimi-shi) là một thành phố thuộc tỉnh Gifu, Nhật Bản.